# Saint-Dizier-Leyrenne
Pour les articles homonymes, voir Saint-Dizier (homonymie).
Saint-Dizier-Leyrenne est une ancienne commune française située dans le département de la Creuse en région Nouvelle-Aquitaine. Depuis le 1er janvier 2019, elle est une commune déléguée de Saint-Dizier-Masbaraud.

## Géographie

### Lieux-dits
La commune de Saint-Dizier-Leyrenne regroupe 37 villages dispersés autour du bourg : Baloumier, Bechat, Bellefaye, Bost-de-Ville, Bourdaleix, La Brégère, Champroy, La Chaumette, Chauverne, Cornat, Les Filloux, Font-Léon, Forgeas, Les Grands-Bois, Les Granges, Jalinoux, Les Jarges, Las-Champs, Las-Vias, Lavalette, Lavilatte (ou La Villatte), Lécurette, Mameix, Masbeau, La Mazère, Montabarot, Montarichard, Monteil, Moulin-Cardeau, Murat (ou Murat-la-Rabe), Planchat, Pommerol, Pommier, Pradeix, Rapissat, Teillet, Ville.

### Communes limitrophes
Comme son nom l'indique, Saint-Dizier-Leyrenne est traversée par la Leyrenne, petite rivière de 21,45 km qui se jette dans le Taurion sur son territoire. 
La commune se situe à 41 km au nord-est de Limoges (60 km par la route), à 20 km au sud-ouest de Guéret (30 km par la route) et à  environ 10 km au nord de Bourganeuf.

## Histoire
L'ordonnance du 14 mai 1837 supprima la commune de Champroy. Le bourg fut rattaché à Saint-Dizier ainsi que le village des Jarges. Les trois autres villages de la commune de Champroy  (Le Châtaignaud, Palotas et Peyrusse) furent quant à eux rattachés à la commune de Châtelus-le-Marcheix.
Le 1er janvier 2019, elle fusionne avec Masbaraud-Mérignat pour constituer la commune nouvelle de Saint-Dizier-Masbaraud.

## Politique et administration

### La commune
| Période      | Période  | Identité          | Étiquette | Qualité                    |
| ------------ | -------- | ----------------- | --------- | -------------------------- |
| janvier 2019 | En cours | Jean-Claude Perot | PS        | retraité de l'enseignement |

| Période                                  | Période | Identité          | Étiquette | Qualité                    |
| ---------------------------------------- | ------- | ----------------- | --------- | -------------------------- |
| 2001                                     | 2014    | Hervé Guillaumot  | PS        | médecin                    |
| 2014                                     | 2018    | Jean-Claude Perot | PS        | retraité de l'enseignement |
| Les données manquantes sont à compléter. |         |                   |           |                            |

## Démographie
L'évolution du nombre d'habitants est connue à travers les recensements de la population effectués dans la commune depuis 1793. Pour les communes de moins de 10 000 habitants, une enquête de recensement portant sur toute la population est réalisée tous les cinq ans, les populations de référence des années intermédiaires étant quant à elles estimées par interpolation ou extrapolation. Pour la commune, le premier recensement exhaustif entrant dans le cadre du nouveau dispositif a été réalisé en 2004.

En 2016, la commune comptait 776 habitants, en évolution de −12,51 % par rapport à 2010 (Creuse : −3,32 %, France hors Mayotte : +2,11 %).
| 1793  | 1800  | 1806  | 1821  | 1831  | 1836  | 1841  | 1846  | 1851  |
| ----- | ----- | ----- | ----- | ----- | ----- | ----- | ----- | ----- |
| 1 623 | 1 448 | 1 413 | 1 723 | 1 794 | 1 955 | 2 232 | 2 318 | 2 308 |

| 1856  | 1861  | 1866  | 1872  | 1876  | 1881  | 1886  | 1891  | 1896  |
| ----- | ----- | ----- | ----- | ----- | ----- | ----- | ----- | ----- |
| 2 245 | 2 235 | 2 275 | 2 340 | 2 393 | 2 430 | 2 454 | 2 498 | 2 429 |

| 1901  | 1906  | 1911  | 1921  | 1926  | 1931  | 1936  | 1946  | 1954  |
| ----- | ----- | ----- | ----- | ----- | ----- | ----- | ----- | ----- |
| 2 248 | 2 390 | 2 333 | 2 040 | 2 003 | 1 984 | 1 811 | 1 633 | 1 503 |

| 1962  | 1968  | 1975  | 1982 | 1990 | 1999 | 2004 | 2006 | 2009 |
| ----- | ----- | ----- | ---- | ---- | ---- | ---- | ---- | ---- |
| 1 350 | 1 247 | 1 094 | 931  | 902  | 882  | 867  | 871  | 878  |

| 2014 | 2016 | - | - | - | - | - | - | - |
| ---- | ---- | - | - | - | - | - | - | - |
| 783  | 776  | - | - | - | - | - | - | - |

## Culture locale et patrimoine

### Lieux et monuments
- Éperon barré de Murat. Le site remparé et fossoyé, de la fin du VIIIe ou du début du IXe siècle, fouillé depuis 2016 par Richard Jonvel, a mis en évidence un site fortifié d'époque carolingienne[7].

### Personnalités liées à la commune
- Colette Vialle-Mariotat, écrivaine (occitan et français) : Contes de l'eschalier / Contes de l'échalier